# Badessa
Badessa is een geslacht van hooiwagens uit de familie Samoidae.
De wetenschappelijke naam Badessa is voor het eerst geldig gepubliceerd door Sørensen, in L.Koch in 1886. 

## Soorten
Badessa is monotypisch en omvat slechts de volgende soort:
- Badessa ampycoides